# Księga z Kells

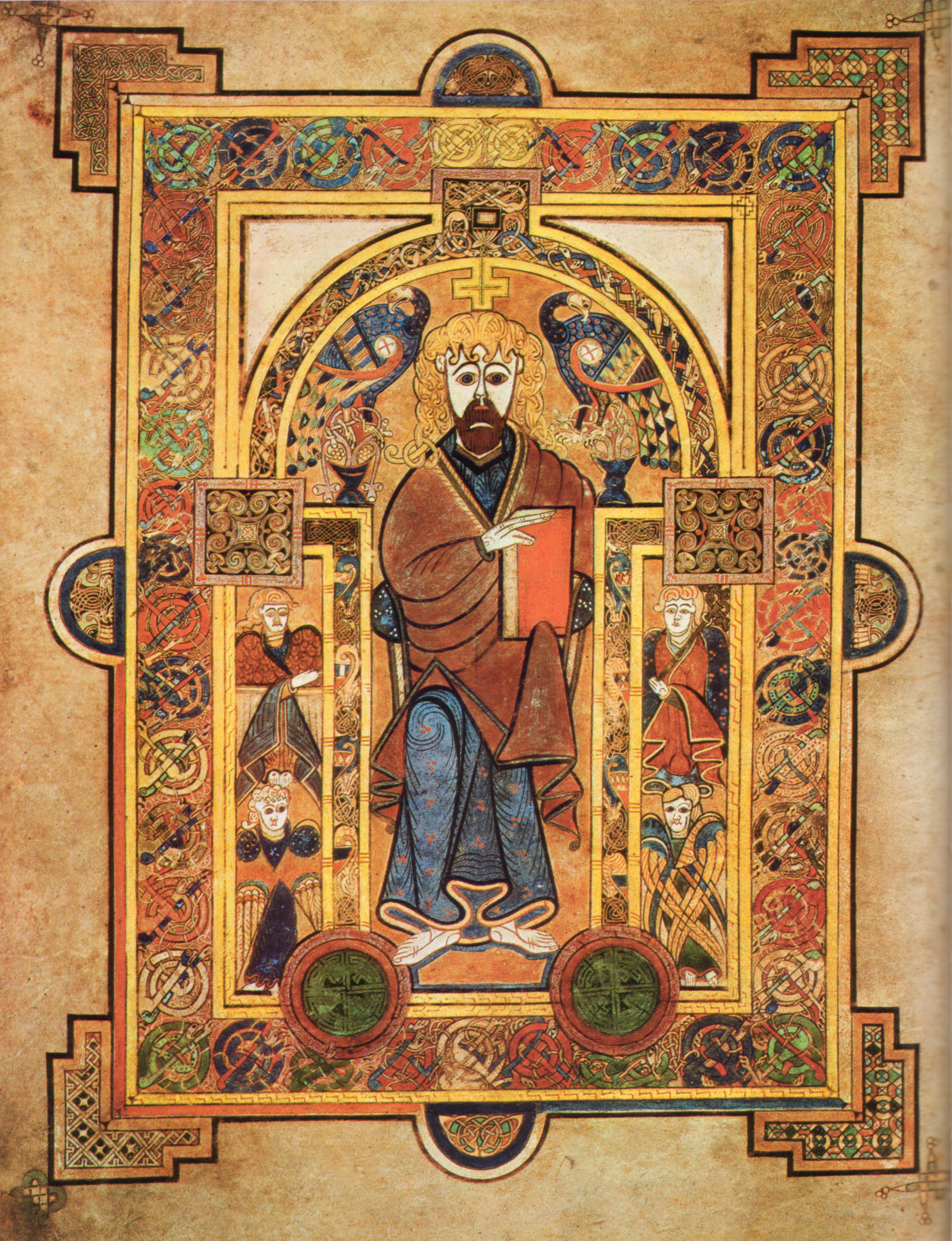
Wizerunek Chrystusa Króla (folio 32v)

Księga z Kells (łac. Codex Cenannensis, ang. Book of Kells, irl. Leabhar Cheanannais), znana również pod nazwą Ewangeliarz z Kells lub Ewangeliarz świętego Kolumby – manuskrypt z około 800 roku, bogato iluminowany przez celtyckich mnichów, pochodzący prawdopodobnie z klasztoru na wyspie Iona założonego przez św. Kolumbę. Będąc jednym z najważniejszych zabytków chrześcijaństwa irlandzkiego i dzieł irlandzko-saskiej sztuki. Z uwagi na wartość artystyczną i precyzję wykonania, mimo że niedokończony, rękopis ten uważany jest przez wielu specjalistów za jedno z najbardziej godnych uwagi zachowanych dzieł średniowiecznej sztuki religijnej.
Spisana po łacinie, Księga z Kells zawiera tekst czterech Ewangelii wraz z notami wstępnymi i komentarzami, a jej karty (ogółem 680 w 340 folio) są misternie i bogato zdobione wielobarwnymi celtyckimi motywami roślinnymi i figuralnymi oraz inicjałami. Od końca XVII wieku manuskrypt przechowywany jest na stałe w Bibliotece Trinity College w Dublinie, pod sygnaturą MS 58.
W roku 2011 została wpisana na listę UNESCO Pamięć Świata.

## Historia

### Powstanie

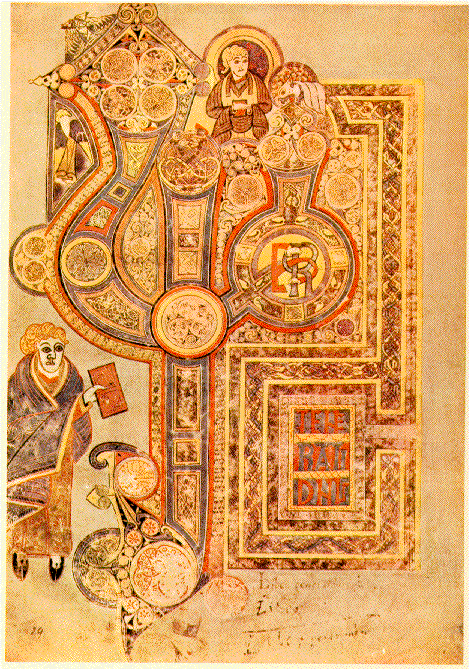
Folio 29r zawierające incipit Ewangelii według św. Mateusza, tzw. Liber generationis. Por. z odpowiednią stronicą Ewangeliarza z Lindisfarne (tutaj), w szczególności kształt monogramu Lib

Księga z Kells jest najznakomitszym okazem spośród całej grupy manuskryptów powstałych między końcem VI a początkiem IX wieku w klasztorach Irlandii, Szkocji i północnej Anglii oraz w klasztorach na kontynencie mających związki z Irlandią i Anglią. Do grupy tej zaliczane są także: Cathach św. Kolumby, Ambrosiana Orosius i Księga z Durrow (wszystkie z VII wieku). Początek VIII wieku przyniósł m.in. Ewangeliarz z Durham, Ewangeliarz z Echternach, Ewangeliarz z Lindisfarne oraz Ewangeliarz z Lichfield. Z końca VIII wieku pochodzą Ewangeliarz z St. Gallen i Ewangeliarz z Macregal. Księga z Armagh (datowana na 807-809), tzw. Pryscjan z Leiden oraz Pryscjan z Sankt Gallen powstały zaś na początku IX wieku. Wszystkie te rękopisy charakteryzują się znacznym podobieństwem artystycznym, pisma oraz tradycji tekstowej, co pozwoliło specjalistom zaliczyć je do tej samej „rodziny”. W pełni dojrzały styl ornamentacji z bogactwem iluminacji pozwala na umieszczenie Księgi z Kells wśród późniejszych dzieł z tej grupy i datować ją na koniec VIII lub początek IX wieku, a więc na ten sam okres co Księga z Armagh. W dziele zachowana jest większość norm ikonograficznych i stylistycznych obecnych w starszych rękopisach: na przykład kształt dekoracyjnych liter otwierających cztery Ewangelie zadziwiająco regularnie się powtarza we wszystkich manuskryptach powstałych na Wyspach Brytyjskich w tej epoce. Wystarczy porównać pierwsze stronice Ewangelii według św. Mateusza w Ewangeliarzu z Lindisfarne (tutaj) oraz w Księdze z Kells.
Księga z Kells wzięła swą nazwę od opactwa w Kells, leżącego w hrabstwie Meath w Irlandii. Opactwo to, w którym manuskrypt przechowywany był przez większość średniowiecza, założone zostało na początku IX wieku, w epoce najazdów wikińskich, przez mnichów wywodzących się z klasztoru na wyspie Iona położonej w archipelagu Hebrydów u południowych wybrzeży Szkocji. Iona stanowiła jedną z najważniejszych wspólnot monastycznych w tym regionie i jedno z ważniejszych centrów kultury monastycznej odkąd święty Kolumba założył tam w VI wieku klasztor. Jednak w epoce nasilenia najazdów wikingów wyspa leżąca na ich szlaku stała się miejscem zbyt niebezpiecznym, większość tamtejszych mnichów przeniosła się więc do Kells, które stało się nowym centrum wspólnot kolumbańskich.

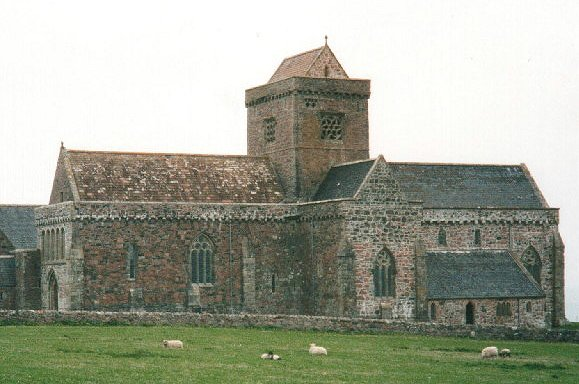
Opactwo na wyspie Iona

Dokładne określenie miejsca i daty powstania manuskryptu jest przedmiotem sporu. Zgodnie z tradycją, księga została spisana w czasach św. Kolumby, być może przez niego osobiście. Badania paleograficzne wykazały jednak fałszywość tej hipotezy, jako że styl liternictwa używany w księdze z Kells powstał i rozwinął się sporo po śmierci Kolumby.
Istnieje przynajmniej pięć różnych teorii dotyczących pochodzenia geograficznego manuskryptu. Po pierwsze, księga mogła być spisywana na wyspie Ionie i następnie w pośpiechu przewieziona do Kells, co tłumaczyłoby dlaczego nigdy jej nie ukończono. Po drugie, spisywanie mogło być rozpoczęte na Ionie, a następnie kontynuowane w Kells, lecz pracę z nieznanych przyczyn przerwano. Niektórzy badacze uważają, że manuskrypt mógł również w całości powstać w skryptorium w Kells. Czwarta hipoteza wskazuje, że dzieło mogło powstać w jednym z klasztorów na północy Anglii, prawdopodobnie w Lindisfarne, a następnie przewieziono je na Ionę i dalej do Kells. Według piątej hipotezy, księgę być może spisywano w bliżej nieokreślonym klasztorze w Szkocji. Choć kwestia pochodzenia księgi prawdopodobnie nigdy nie zostanie ustalona z całą pewnością, druga z teorii, mówiąca o powstawaniu księgi na Ionie i w Kells, jest obecnie najszerzej przyjmowana jako najbardziej prawdopodobna. Niezbitym faktem jednak pozostaje, że Księga z Kells spisana została przez mnichów należących do jednej ze wspólnot kolumbańskich pozostających w ścisłym związku z klasztorem na wyspie Iona.

### Średniowiecze
Gdziekolwiek by księga nie powstała, historycy są pewni, że znajdowała się w opactwie w Kells w wieku XII, a być może już na początku wieku XI. Dowodem na przybycie księgi do Kells już w wieku XI może być wpis w Annałach Ulsteru (Annals of Ulster) dotyczący roku 1007 i głoszący, że „wielka Ewangelia Columcille [tzn. św. Kolumbana], główna relikwia świata zachodniego, została nikczemnie skradziona w środku nocy z zakrystii wielkiego kamiennego kościoła w Cenannas [tzn. Kells]” najprawdopodobniej dla cennego relikwiarza. Manuskrypt odnaleziono parę miesięcy później „pod zwałem ziemi” pozbawiony jednak cennej złotej oprawy zdobionej kamieniami szlachetnymi. Jeśli, jak się ogólnie przyjmuje, „wielka Ewangelia Columcille” to rzeczywiście Księga z Kells, można by z pewnością datować przybycie księgi do Kells na co najmniej 1007 rok. Gwałtowne wyrwanie z oprawy podczas kradzieży tłumaczyłoby również brak kilku kart z początku i końca dzieła.
Niezależnie od tych spekulacji księga z pewnością znajdowała się w opactwie w Kells w wieku XII, jako że wtedy właśnie na kilku jej pustych kartach skopiowane zostały dokumenty dotyczące ziem będących w posiadaniu opactwa, co stanowi kolejny dowód na obecność dzieła w tym miejscu. Kopiowanie podobnych dokumentów księgach nawet tak cennych jak omawiana było w średniowieczu dość częstą praktyką ze względu na koszt i trudną dostępność materiałów piśmiennych.

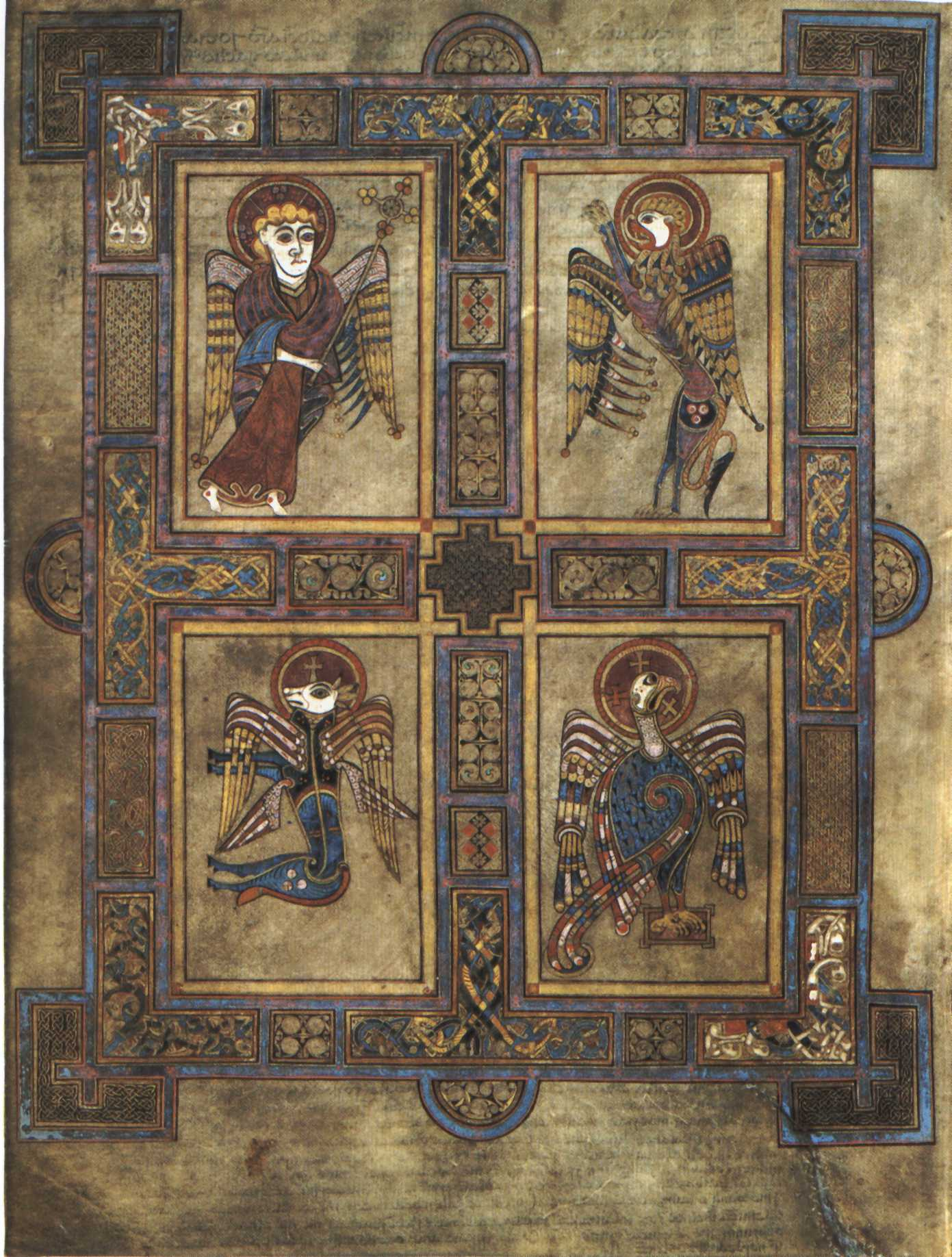
Folio 27r zawierające symbole czterech ewangelistów.

XII-wieczny autor, Giraldus Cambrensis (Gerald of Wales), w swoim dziele Topographia Hibernica opisuje wielki ewangeliarz widziany przez siebie w Kildare niedaleko Kells. Opis ten może dotyczyć księgi z Kells, a z pewnością do niej pasuje:
Jako że Gerald podaje, iż widział księgę w Kildare, być może jego relacja dotyczy innego dzieła o podobnej wartości artystycznej, obecnie zaginionego lub też mógł podać inną jego lokalizację, celowo bądź przez pomyłkę.
Opactwo w Kells zostało rozwiązane w wyniku reformy kościelnej w XII wieku. Kościół opactwa został przekształcony w parafialny, a księga w nim pozostała.

### Czasy współczesne
Księga z Kells przechowywana była w Kells do 1654 roku, kiedy to w lokalnym kościele założono garnizon dla oddziałów jazdy Olivera Cromwella i gubernator miasta przesłał manuskrypt do Dublina dla większego bezpieczeństwa. Księga została przekazana Trinity College w 1661 roku przez Henry'ego Jonesa, który później, za panowania Karola II, został biskupem hrabstwa Meath. Z wyjątkiem nielicznych wystaw czasowych księga nigdy później nie opuściła Trinity College. Od wieku XIX jest przedmiotem stałej ekspozycji i dostępna jest dla zwiedzających w Starej Bibliotece (Old Library) uniwersytetu.
W wieku XVI na marginesach stron Gerald Plunkett z Dublina dopisał cyframi rzymskimi numery poszczególnych rozdziałów Ewangelii według podziału stworzonego w XIII wieku przez Arcybiskupa Canterbury, Stephena Langtona. W 1621 roku karty zostały ponumerowane przez biskupa Meath Jamesa Usshera. W 1849 roku królowa Wiktoria i książę Albert poproszeni zostali o złożenie podpisów na kartach księgi. W rzeczywistości podpisali się oni na karcie dodanej w późniejszym okresie, którą uważano za autentyczne folio. Karta ta została później wyjęta z księgi, gdy ta otrzymała nową oprawę podczas prac konserwacyjno-introligatorskich w 1953 roku.
W ciągu wieków manuskrypt był kilkakrotnie oprawiany. W XVIII wieku podczas jednej z takich operacji karty księgi zostały bezlitośnie przycięte, co spowodowało bezpowrotną utratę pewnych fragmentów iluminacji. Kolejny raz księga zmieniła oprawę w 1895 roku, lecz ta uległa bardzo szybko zniszczeniu. Pod koniec lat 20. XX wieku część kart oddzielonych od całości przechowywano osobno. W 1953 wreszcie księgę oprawił w cztery tomy Roger Powell, który również delikatnie wyprostował strony, na których pojawiły się wybrzuszenia.
W roku 2000 wolumin zawierający Ewangelię św. Marka wysłano do Canberry w Australii na wystawę poświęconą iluminowanym manuskryptom. Był to czwarty raz, kiedy Księga z Kells opuściła granice Irlandii z powodu wystawy. Niestety wolumin ów doznał podczas transportu „drobnych uszkodzeń pigmentu”. Sądzi się, iż przyczyną tego mogły być drgania silników samolotowych.

### Reprodukcje

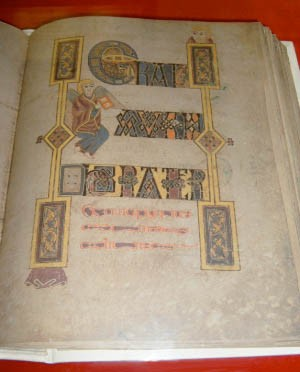
Folio 183r (na zdjęciu faksymile z roku 1990) zawiera tekst Erat autem hora tercia (A była godzina trzecia).

W 1951 roku szwajcarskie wydawnictwo Urs Graf-Verlag Bern wykonało faksymile Księgi z Kells. Większość stronic została reprodukowana przy użyciu fotografii czarno-białej, czterdzieści osiem stron reprodukowano w kolorze, w tym wszystkie całostronicowe ilustracje.
W 1979 roku inne szwajcarskie wydawnictwo, Éditions Facsimilé Lucerne, zwróciło się z prośbą o umożliwienie wykonania faksymile w całości w kolorze. Oferta ta została początkowo odrzucona przez Trinity College, gdyż uważano, że ryzyko zniszczenia księgi w trakcie całej operacji będzie zbyt wielkie. W 1986 roku, po opracowaniu metody wykorzystującej delikatne ssanie, która pozwalała na wyprostowanie fotografowanej stronicy bez konieczności dotykania jej, wydawnictwu wydano zgodę na wykonanie faksymile. Po sfotografowaniu każdej stronicy przygotowywano odbitkę, starannie ją porównując z kolorami oryginału i wprowadzając w razie konieczności niezbędne poprawki. Faksymile zostało opublikowane w roku 1990 w dwóch tomach, z których jeden zawierał faksymile sensu stricto a drugi komentarze przygotowane przez ekspertów. Jeden egzemplarz faksymile znajduje się w kościele anglikańskim w Kells, na miejscu dawnego opactwa. Dostępna jest również wersja CD-ROM zawierająca skany wszystkich stronic opatrzone komentarzem.
Na przełomie lat 2018/19 podjęto kolejną digitalizację kodeksu z wykorzystaniem najnowszych technik zapewniających najwyższą jakość reprodukcji udostępnianych w internecie.

## Opis
Księga z Kells zawiera cztery Ewangelie, poprzedzone wstępami, opatrzone streszczeniami i konkordancjami dotyczącymi poszczególnych tekstów ewangelicznych, spisane majuskułą insularną, atramentem w kolorach czarnym, czerwonym, fioletowym i żółtym. Manuskrypt składa się obecnie z 340 kart welinowych, tzw. folio. Większość folio stanowi w rzeczywistości część większych arkuszy, tzw. bifolio, które złożone na pół dają dwa folio. Wiele bifolio zostało złożonych razem i zszytych ze sobą na kształt zeszytu. Niektóre folio nie stanowią części żadnego bifolio, a są po prostu pojedynczymi osobnymi kartami wstawionymi w „zeszyt”.

### Zawartość
Księga w swym obecnym kształcie zawiera materię wstępną, pełny tekst Ewangelii według św. Mateusza, Marka i Łukasza oraz Ewangelii według św. Jana do 17:13. Brakuje pozostałej części Ewangelii Jana oraz nieznanej liczby tekstów wstępnych, prawdopodobnie zaginęły one podczas kradzieży księgi na początku XI wieku. Na zachowaną materię wstępną składają się dwa fragmenty list z imionami hebrajskimi zawartymi w ewangeliach, Breves causae i Argumenta do czterech ewangelii oraz tablice kanonów Euzebiusza z Cezarei. Jest rzeczą prawdopodobną, że tak jak w przypadku Ewangeliarza z Lindisfarne oraz ksiąg z Durrow i z Armagh, część zaginionych tekstów wstępnych zawierała list św. Hieronima do papieża Damazego I znany jako Novum opus, w którym Hieronim objaśnia cel swego tłumaczenia. Możliwe również, choć mniej prawdopodobne, że zaginiony materiał zawierał list Euzebiusza do Karpiana, w którym objaśnia on użycie tablic kanonów (spośród zachowanych ewangeliarzy insularnych tylko ten z Lindisfarne zawiera ów list).
Z dwu obecnych w księdze fragmentów list z imionami hebrajskimi jeden znajduje się na odwrocie pierwszego zachowanego folio, a drugi w folio nr 26, które jest obecnie wstawione na końcu materii wstępnej do tekstu Janowego. Pierwszy fragment listu zawiera końcówkę listy dotyczącej Ewangelii według św. Mateusza. Brakujące w niej imiona zajmowałyby dodatkowe dwa folio. Drugi fragment listy, z folio 26, zawiera około jednej czwartej listy dotyczącej Ewangelii według św. Łukasza. Pełna lista wymagałaby dodatkowych trzech folio. Struktura kwaternionu zawierającego folio 26 wskazuje jednak na nieprawdopodobieństwo braku trzech folio pomiędzy folio 26 a 27, jest więc prawie pewne, że folio 26. nie znajduje się obecnie tam, gdzie ulokowane było pierwotnie. W księdze nie ma ani śladu list dotyczących Ewangelii według św. Marka i św. Jana.

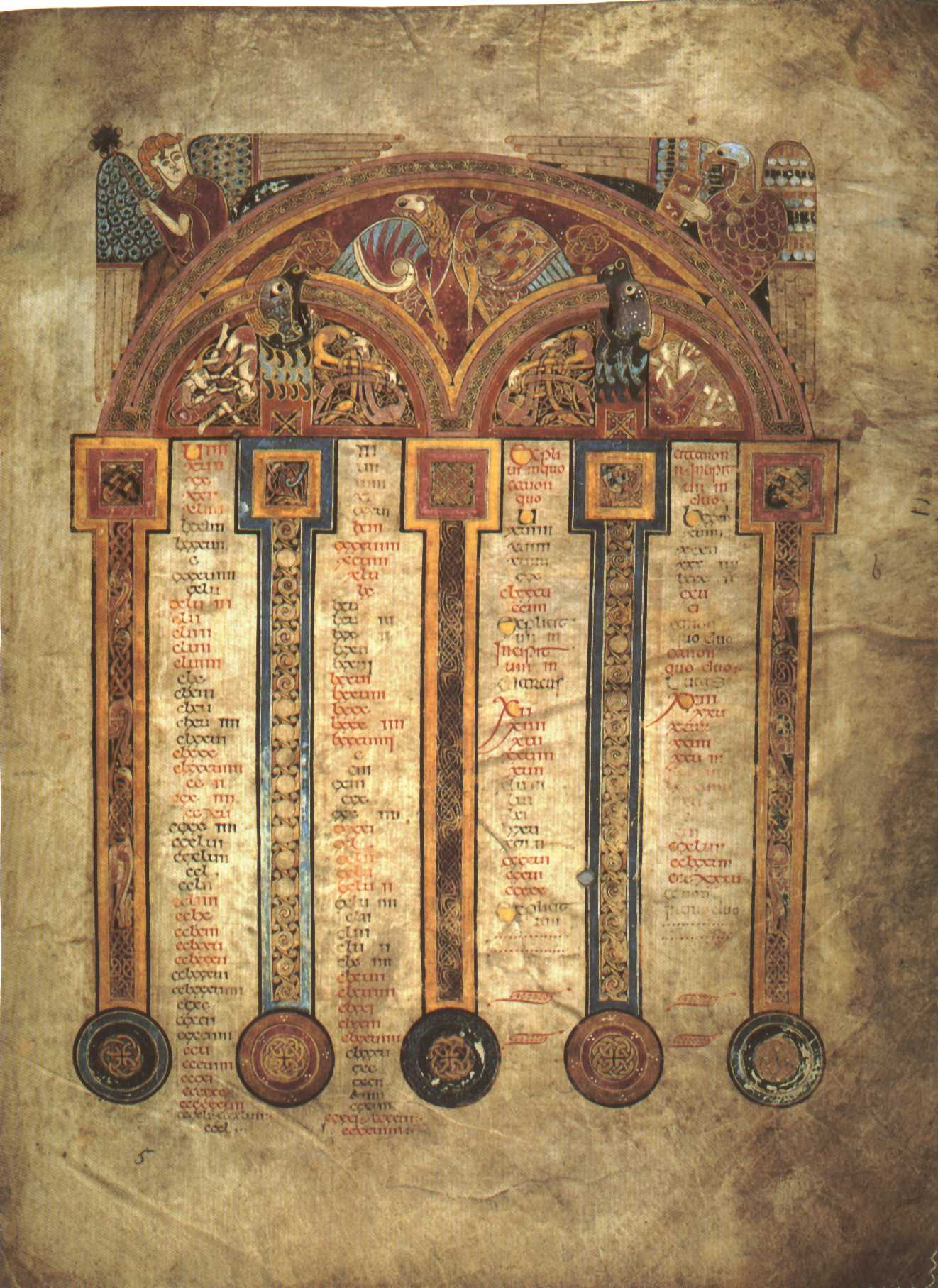
Folio 5r zawiera stronę z tablicami kanonów Euzebiusza.

Za pierwszym fragmentem listy znajdują się tablice kanonów Euzebiusza z Cezarei. Tablice te, wcześniejsze niż tekst Wulgaty, zostały pomyślane jako ułatwienie odsyłania do tekstu Ewangelii. Euzebiusz podzielił Ewangelię na rozdziały, a następnie zestawił tablice, które pozwalały czytelnikowi odnaleźć w każdej z czterech ewangelii ustępy dotyczące danego wydarzenia z życia Jezusa. Tablice kanoniczne tradycyjnie umieszczano w materiale wstępnym w większości średniowiecznych kopii tekstów ewangelicznych Wulgaty. Tablice zawarte w Księdze z Kells są jednakże prawie bezużyteczne, gdyż kopista w taki sposób je skondensował na stronach, że stają się zawiłe. Na dodatek nigdy nie wstawiono na marginesach tekstu odpowiednich numerów rozdziałów, co czyni niemożliwym odnalezienie fragmentów, których dotyczą tablice kanoniczne. Powód dla którego numerów rozdziałów nie wstawiono nie jest jasny. Być może planowano ich wstawienie po ukończeniu iluminacji księgi, ale skoro iluminacji nigdy nie dokończono, również i numery nie zostały wstawione. Możliwe również, iż zdecydowano się ich nie dopisywać, aby nie zeszpecić wyglądu stronic.

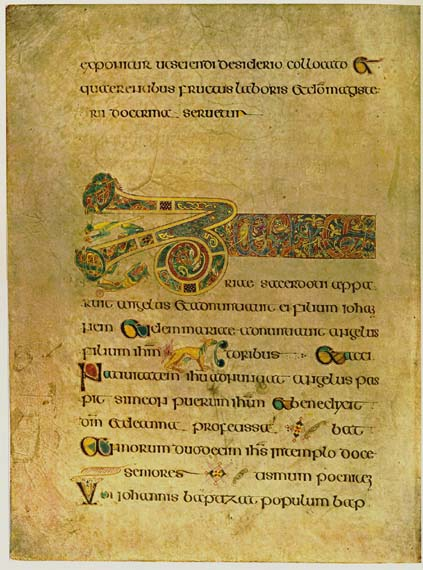
Folio 19 zawiera początek Breves causae Ewangelii według św. Łukasza.

Breves causae oraz Argumenta należą jeszcze do przedwulgatowej tradycji rękopisów. Breves causae to streszczenia starołacińskich przekładów Ewangelii. Dzielą się one na ponumerowane rozdziały. Numerów rozdziałów, tak samo jak numerów w tablicach kanonicznych, nie użyto jednak na stronach manuskryptu. Jednakże, najprawdopodobniej i tak nie korzystano by z tych numerów, nawet gdyby manuskrypt został ukończony, gdyż odpowiadały starym łacińskim przekładom i trudno byłoby je dopasować do tekstu Wulgaty. Argumenta to zbiory legend na temat czterech ewangelistów. Breves causae oraz Argumenta ułożono w nietypowej kolejności: najpierw idą Breves causae i Argumenta dotyczące Marka, potem – dość zaskakująco – Argumenta dotyczące Łukasza i Jana, następnie Breves causae dla Łukasza i Jana. Ten nietypowy układ spotkać można też w Księdze z Durrow, chociaż Breves causae dla Łukasza i Jana są tam umieszczone na końcu manuskryptu, podczas gdy reszta tekstów wstępnych znajduje się na początku. W przypadku innych manuskryptów insularnych, jak na przykład Ewangeliarz z Echternach, każda z ewangelii potraktowana została jako odrębne dzieło i teksty wstępnej jej dotyczące bezpośrednio ją poprzedzają. Niewolnicze powtórzenie w Kells układu Breves causae oraz Argumenta z Księgi z Durrow skłoniło uczonego T. K. Abbota do wniosku, że kopista z Kells miał dostęp albo do samej Księgi z Durrow, albo do jakiegoś innego wzorca, wspólnego dla obu rękopisów.

### Tekst i pismo

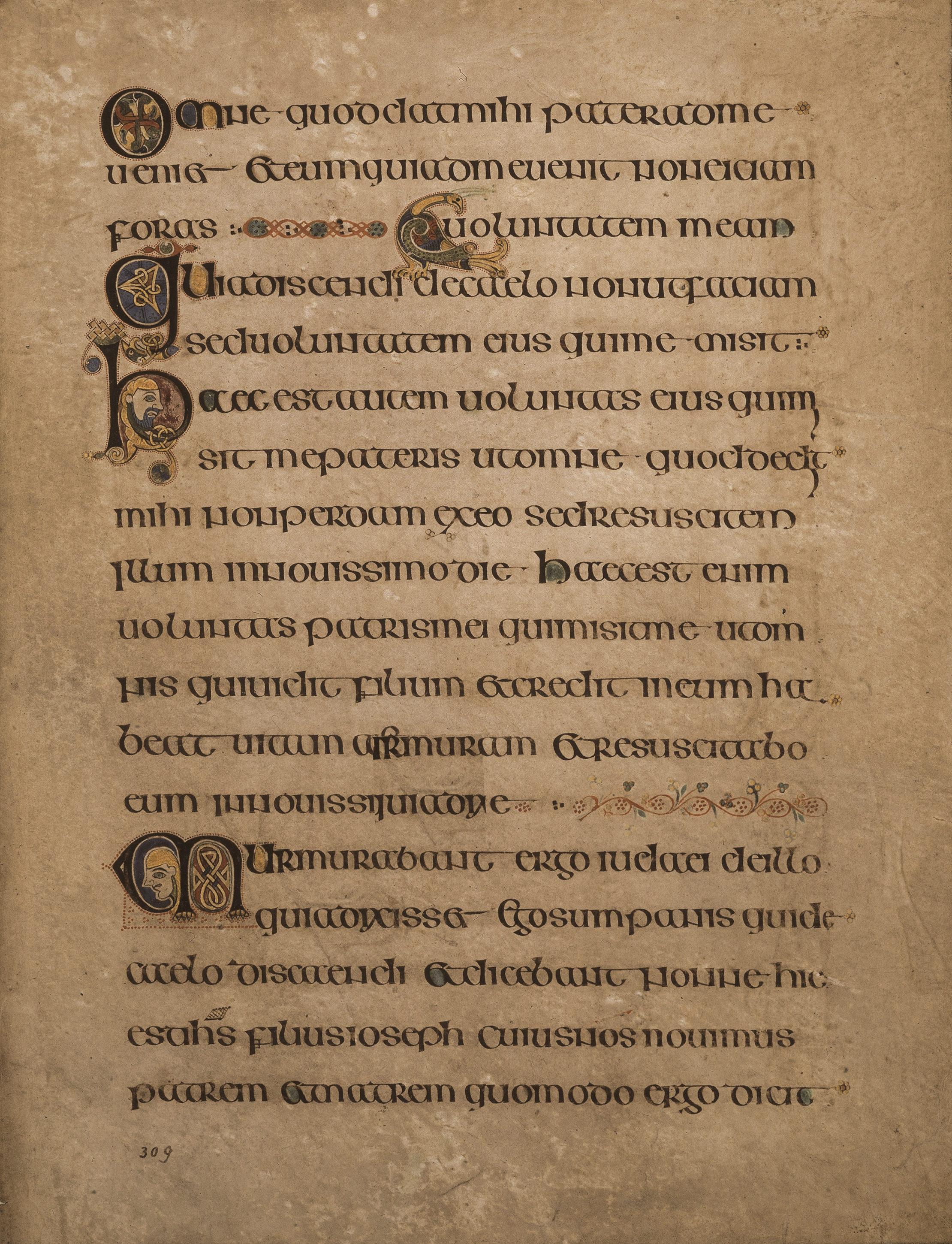
Folio 309r zawiera tekst z Ewangelii według św. Jana spisany majuskułą insularną przez kopistę określanego jako „Ręka B”.

Księga z Kells zawiera teksty czterech ewangelii oparte na Wulgacie. Nie stanowi ona jednak dokładnej kopii jej tekstu. Są liczne odstępstwa od wersji z Wulgaty w miejscach, gdzie skorzystano z wczesnych łacińskich tłumaczeń zamiast tekstu autorstwa św. Hieronima. Chociaż takie rozbieżności są powszechne we wszystkich insularnych ewangeliarzach, nie wydaje się istnieć wśród rozmaitych tekstów powstałych na Wyspach jeden spójny wzór różnic. Sądzi się, że kopiści podczas pracy często polegali bardziej na własnej pamięci niż na wzorcu.
Księga z Kells spisana została majuskułą insularną, z wyjątkiem niektórych liter pisanych minuskułą, zwykle „c” i „s”. Tekst jest najczęściej pisany jedną długą linią w poprzek strony. Françoise Henry stwierdziła, że nad rękopisem pracowało co najmniej trzech kopistów, których określiła jako Rękę A, Rękę B oraz Rękę C. Autorstwa Ręki A są folio od 1 do 19v, od 276 do 289 oraz od 307 do końca rękopisu. Ręka A przeważnie stawia osiemnaście lub dziewiętnaście wierszy na stronę brązowym atramentem galusowym, będącym w powszechnym użyciu na zachodzie. Ręką B spisane zostały folio od 19r do 26 oraz od 124 do 128. Ręka B charakteryzuje się nieco silniejszą tendencją do używania minuskuły i większą zmiennością liczby wierszy na stronę oraz korzystała z czerwonego, fioletowego i czarnego atramentu. Rękę C widać w większości tekstu. Dla Ręki C jest również charakterystyczna silniejsza tendencja do używania minuskuły niż w przypadku Ręki A. Ręka C używała takiego samego brązowawego atramentu galusowego jak Ręka A i stawiała prawie zawsze siedemnaście wierszy na stronę.

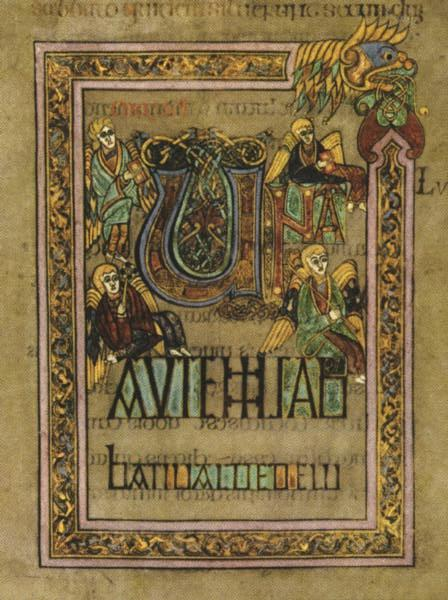
Folio 285r zawierające tekst Una autem sabbati valde zostało spisane przez kopistę określanego mianem „Ręki A”.

#### Błędy w tekście
Tekst księgi różni się w pewnym stopniu od uznanej wersji ewangelii. Na przykład w genealogii Jezusa zaczynającej się od Łuk.3:23 księga z Kells błędnie wymienia dodatkowego przodka. Fragment Mat.10:34b powinien brzmieć: Nie przyszedłem przynieść pokoju, ale miecz. Jednak zamiast słowa „gladium” oznaczającego „miecz”, w Księdze z Kells widnieje słowo „gaudium” czyli „radość”. Cały fragment obecny w księdze znaczyłby więc: Nie przyszedłem przynieść pokoju, ale radość.

## Przeznaczenie księgi
Księga z Kells przeznaczona była raczej do celów liturgicznych niż edukacyjnych. Podobnych rozmiarów, bogato zdobione ewangeliarze kładziono na głównym ołtarzu, skąd ściągane były jedynie w celu odczytania zeń tekstów ewangelicznych podczas mszy. Jest jednakże wielce prawdopodobne, że kapłan odprawiający mszę w rzeczywistości nie czytał z samej księgi, lecz raczej recytował z pamięci odpowiednie fragmenty. W świetle tego, znaczący jest fakt, że według Annałów Ulsteru w XI wieku dzieło skradzione zostało z zakrystii (gdzie przechowywane są naczynie liturgiczne i inne akcesoria używane podczas mszy), a nie z biblioteki opactwa. Szata graficzna księgi zdaje się również potwierdzać raczej liturgiczne jej przeznaczenie – manuskrypt posiada wysokie walory estetyczne, którym wyraźnie podporządkowana jest jego funkcjonalność. Tekst zawiera liczne, niepoprawione błędy; zauważyć można też inne przesłanki, świadczące o tym, że nie przywiązywano większej wagi do dokładności tekstu: wersety zbyt długie często przenoszone były do wolnej przestrzeni nad lub pod wierszem, na marginesach stron nie umieszczono również numerów rozdziałów niezbędnych przy korzystaniu z tablic Kanonów Euzebiusza. Ogólnie rzecz biorąc, nie zrobiono niczego, co mogłoby zepsuć piękny wygląd stronic Księgi z Kells – estetyka miała pierwszeństwo przed użytecznością.